# Maria Kędra-Luboińska

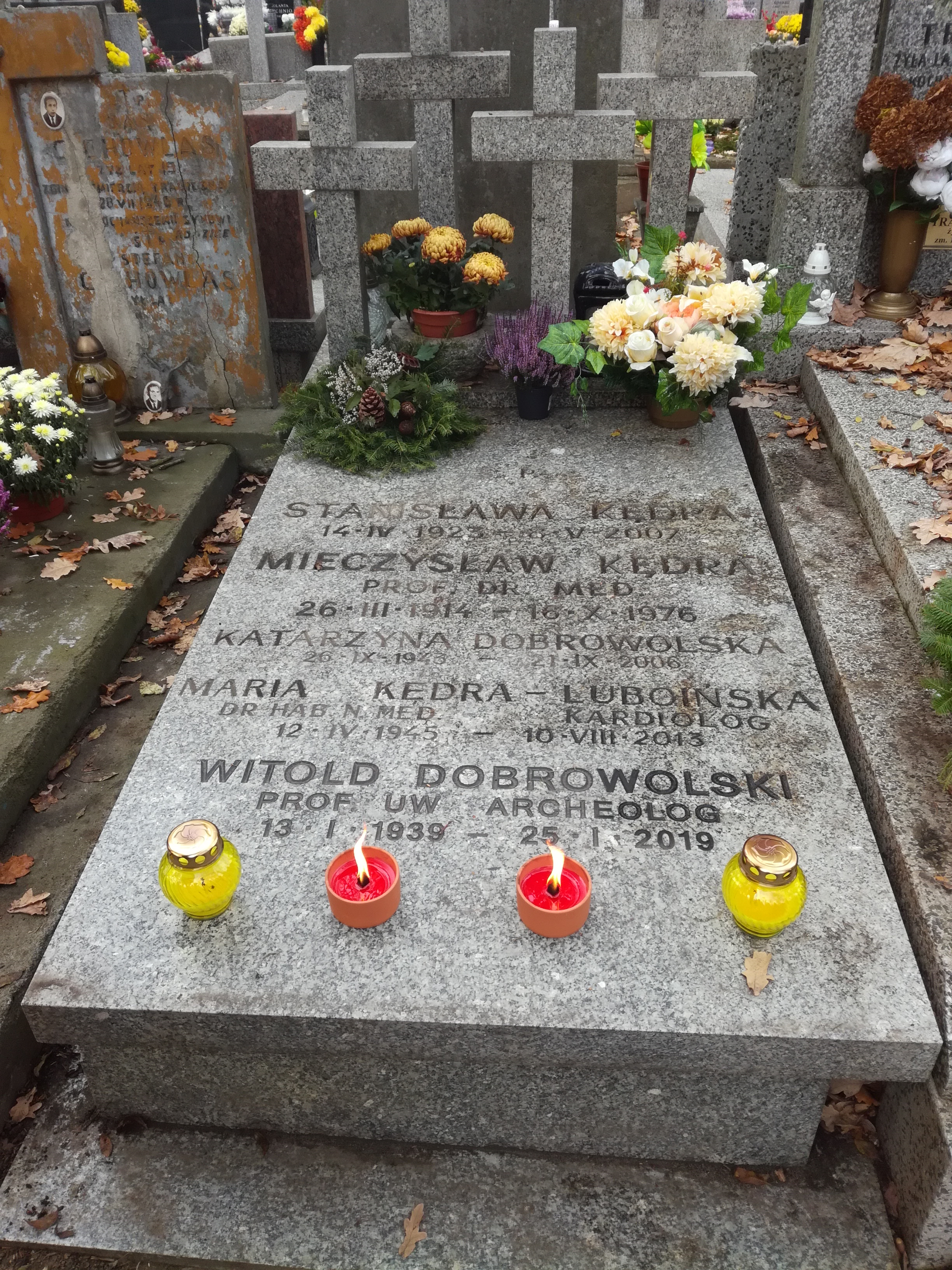
Grób profesor Marii Kędry-Luboińskiej na cmentarzu Bródnowskim.

Maria Kędra-Luboińska (ur. 12 kwietnia 1945 zm. 10 sierpnia 2013) – polski lekarz, doktor habilitowany nauk medycznych w zakresie medycyny, specjalność: kardiologia, w latach 1973-1979 sekretarz Zarządy Głównego Polskiego Towarzystwa Kardiologicznego. Pochowana na Cmentarzu Bródnowskim (kwatera 6I-1-18).

## Wybrana bibliografia
- Izoenzymy arginazy w diagnostyce zawału serca : (praca habilitacyjna) (IK; warszawa; 1988)[3]